# Hari Seldon
Hari Seldon este un personaj fictiv din seria Fundația a lui Isaac Asimov. În calitatea sa de profesor de matematică la Universitatea Streeling de pe planeta Trantor, Seldon dezvoltă psihoistoria, o știință algoritmică care îi permite să prezică viitorul în termeni probabilistici. Pe baza psihoistoriei sale, el este capabil să prezică eventuala cădere a Imperiului Galactic și să dezvolte un mijloc de a scurta mileniile de haos care urmează. Semnificația descoperirilor sale se află în spatele poreclei sale „Corbul” Seldon.
În primele cinci cărți ale seriei Fundația, Hari Seldon are o singură apariție în carne și oase, în prima parte a primei cărți (Fundația), deși a apărut și alteori în mesaje preînregistrate pentru a dezvălui Criza Seldon. După ce a scris cinci cărți în ordine cronologică, Asimov a adăugat retroactiv două cărți pentru a extinde geneza psihoistoriei. Cele două prequel-uri – Preludiul Fundației și Fundația Renăscută – descriu considerabil viața lui Seldon în detaliu. El este, de asemenea, personajul central al celei de-a doua trilogii a fundației scrise după moartea lui Asimov (Teama Fundației de Gregory Benford, Fundație și Haos de Greg Bear și Triumful Fundației de David Brin), care sunt plasate după cele două prequel-uri ale lui Asimov.

## Biografie fictivă

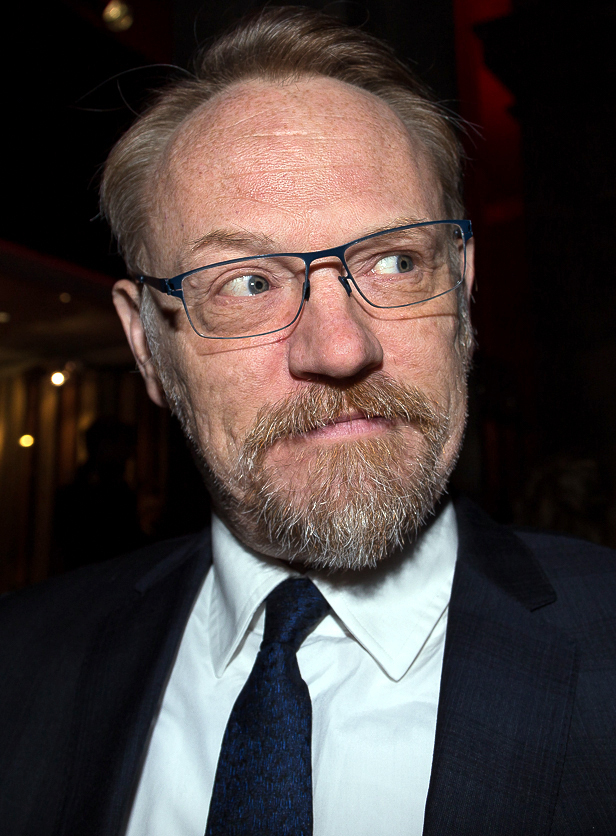
Jared Harris a interpretat rolul lui Hari Seldon din serialul Fundația.

Anii din viața lui Selden din cărțile lui Asimov sunt dați ca 11988-12069. Harry Seldon este un matematician de pe îndepărtata planetă Helicon, regiunea Arcturus, parte a Imperiului Galactic. Creator al științei psihoistoriei, al cărei scop este de a prezice viitorul cu ajutorul istoriei și, cu ajutorul ei, prezice prăbușirea iminentă a imperiului. Pentru a salva civilizația, el dezvoltă un plan, creând două insule pentru păstrarea cunoștințelor - cele două Fundații și adună oameni de știință pentru a scrie o enciclopedie galactică.
Se știu puține lucruri despre familia sa și viața sa privată: în lucrările sale nu a vorbit niciodată despre sine, despre metodele sale sau despre circumstanțele care l-au condus la descoperirile sale. Colegul Gaal Dornick, care l-a cunoscut pe Hari Seldon în tinerețe cu puțin timp înainte de a muri, a scris o biografie a lui, din care sunt preluate toate informațiile primite.
Seldon este distins cu un doctorat în matematică pentru munca sa asupra turbulenței de la Universitatea Helicon.
A fost prim-ministru al împăratului galactic Cleon I din 12028 până la 12038. Tatăl a fost probabil un fermier de tutun în fermele hidroponice din Helicon.
Fiul său adoptiv Raych Seldon și nepoata Wanda Seldon sunt cei mai cunoscuți din familia sa. 
Devotamentul față de munca sa a rămas nediminuat până când a murit, la vârsta de 81 de ani, în biroul său de la Universitatea Streeling, ținând încă strâns în brațe cubul de date radiantul primar, pe care Dornick l-a trimis ulterior celei de-a doua fundații. Înmormântarea a avut loc pe Trantor, la care a participat un public numeros și Eto Demerzel, fost prim-ministru și vechiul său prieten. Trupul său a fost aruncat în spațiu, conform ultimelor sale dorințe.